# Championnat du Liban de football 2009-2010
Navigation
Saison précédente Saison suivante
La saison 2009-2010 du Championnat du Liban de football est la cinquantième édition du championnat de première division au Liban. Les douze meilleurs clubs du pays sont regroupés au sein d'une poule unique où ils s'affrontent deux fois au cours de la saison, à domicile et à l'extérieur. À l'issue de la compétition, les deux derniers du classement sont relégués et remplacés par les deux meilleures équipes de deuxième division.
C'est le club d'Al Ahed Beyrouth qui est sacré cette saison après avoir terminé en tête du classement final, avec onze points d'avance sur un duo composé de Nejmeh SC, tenant du titre et de Safa Beyrouth. C'est le deuxième titre de champion du Liban de l'histoire du club, après celui remporté deux ans plus tôt.

## Les clubs participants
| - Al-Ansar Club - Safa Beyrouth - Nejmeh SC - Shabab Al Sahel - Shabab Al Ghazieh - Club Sagesse | - Al Ahly Sidon - Promu de D2 - Al Tadamon Tyr - Al Mabarrah Beyrouth - Al Ahed Beyrouth - Racing Club de Beyrouth - Al Islah Al Bourj Al Shimaly - Promu de D2 |

## Compétition

### Classement
Le barème utilisé pour établir le classement est le suivant :
- Victoire : 3 points
- Match nul : 1 point
- Défaite : 0 point

| Rang | Équipe                        | Pts | J  | G  | N | P  | Bp | Bc | Diff |
| ---- | ----------------------------- | --- | -- | -- | - | -- | -- | -- | ---- |
| 1    | Al Ahed Beyrouth              | 56  | 22 | 17 | 5 | 0  | 49 | 11 | +38  |
| 2    | Nejmeh SCT                    | 45  | 22 | 14 | 3 | 5  | 48 | 21 | +27  |
| 3    | Safa Beyrouth                 | 45  | 22 | 13 | 6 | 3  | 42 | 20 | +22  |
| 4    | Al-Ansar ClubC                | 44  | 22 | 12 | 8 | 2  | 33 | 14 | +19  |
| 5    | Racing Club de Beyrouth       | 29  | 22 | 7  | 8 | 7  | 21 | 21 | 0    |
| 6    | Al Mabarrah Beyrouth          | 29  | 22 | 8  | 5 | 9  | 33 | 37 | -4   |
| 7    | Shabab Al Sahel               | 25  | 22 | 6  | 7 | 9  | 20 | 35 | -15  |
| 8    | Al Tadamon Tyr                | 24  | 22 | 7  | 3 | 12 | 21 | 28 | -7   |
| 9    | Al Islah Al Bourj Al ShimalyP | 20  | 22 | 5  | 5 | 12 | 23 | 37 | -14  |
| 10   | Shabab Al Ghazieh             | 18  | 22 | 4  | 6 | 12 | 20 | 37 | -17  |
| 11   | Al Ahly SidonP                | 17  | 22 | 4  | 5 | 13 | 12 | 34 | -22  |
| 12   | Club Sagesse                  | 11  | 22 | 2  | 5 | 15 | 18 | 45 | -27  |

|  | Qualification pour la Coupe de l'AFC 2011                              |
|  | Relégation en deuxième division                                        |
|  | T : Tenant du titre C : Vainqueur de la Coupe du Liban P : Promu de D2 |

### Matchs
| Résultats (▼dom., ►ext.)     | AHD | AHL | ANS | CSA | AMB | NJM | TAD | RCB | SFA | IBS | SAG | SAS |
| Al Ahed Beyrouth             |     | 2-0 | 1-0 | 2-1 | 2-1 | 2-0 | 2-0 | 3-1 | 1-0 | 4-0 | 1-1 | 7-1 |
| Al Ahly Sidon                | 1-3 |     | 0-3 | 1-1 | 1-2 | 0-3 | 1-0 | 0-2 | 0-1 | 0-1 | 1-1 | 1-1 |
| Al-Ansar Club                | 1-1 | 1-0 |     | 2-3 | 1-0 | 2-1 | 1-0 | 1-0 | 1-0 | 5-1 | 3-3 | 2-0 |
| Club Sagesse                 | 1-2 | 0-1 | 0-0 |     | 1-3 | 0-5 | 0-1 | 0-0 | 0-4 | 1-2 | 1-0 | 0-1 |
| Al Mabarrah Beyrouth         | 0-1 | 0-1 | 1-1 | 3-1 |     | 3-1 | 2-1 | 1-2 | 1-2 | 3-2 | 2-1 | 0-0 |
| Nejmeh SC                    | 2-2 | 4-0 | 0-1 | 5-1 | 4-0 |     | 5-1 | 1-0 | 0-3 | 1-0 | 2-0 | 2-0 |
| Al Tadamon Tyr               | 1-1 | 1-0 | 0-2 | 1-0 | 2-2 | 1-2 |     | 0-1 | 0-0 | 1-2 | 3-0 | 2-0 |
| Racing Club de Beyrouth      | 0-0 | 1-0 | 2-2 | 1-1 | 2-2 | 0-1 | 0-1 |     | 1-1 | 2-1 | 3-1 | 0-0 |
| Safa Beyrouth                | 0-3 | 5-0 | 1-1 | 4-4 | 5-1 | 3-3 | 3-2 | 2-0 |     | 1-1 | 1-0 | 2-0 |
| Al Islah Al Bourg Al Shamaly | 0-2 | 0-2 | 0-0 | 3-0 | 3-2 | 1-1 | 1-2 | 0-0 | 0-1 |     | 2-3 | 0-1 |
| Shabab Al Ghazieh            | 0-3 | 1-1 | 0-3 | 1-0 | 1-2 | 0-3 | 2-1 | 1-2 | 0-1 | 1-1 |     | 1-1 |
| Shabab Al Sahel              | 0-4 | 1-1 | 0-0 | 3-2 | 2-2 | 1-2 | 1-0 | 2-1 | 1-2 | 4-2 | 0-2 |     |

## Bilan de la saison
| Championnat du Liban de football 2009-2010                        |                             |
| Champion                                                          | Al Ahed Beyrouth (2e titre) |
| Coupes et trophées                                                |                             |
| Vainqueur de la Coupe du Liban 2009-2010                          | Al-Ansar Club               |
| Qualifications continentales                                      |                             |
| Coupe de l'AFC 2011                                               | Al Ahed Beyrouth            |
| Coupe de l'AFC 2011                                               | Al-Ansar Club               |
| Promotions et relégations                                         |                             |
| Promus en Premier League                                          | Salam Sour                  |
| Promus en Premier League                                          | Al-Akhaa Al-Ahli Aley       |
| Relégués en Championnat du Liban de football de deuxième division | Al Ahly Sidon               |
| Relégués en Championnat du Liban de football de deuxième division | Club Sagesse                |